# Équipe cycliste Tabriz Shahrdari
Ne doit pas être confondu avec Équipe cycliste Tabriz Petrochemical.
L'équipe cycliste Tabriz Shahrdari est une équipe cycliste iranienne, créée en 2014 participant aux circuits continentaux de cyclisme et en particulier l'UCI Asia Tour. L'équipe est dissoute à l'issue de la saison 2018.

## Principales victoires

### Courses par étapes
- Tour d'Iran - Azerbaïdjan : Samad Poor Seiedi (2016)
- Tour de Singkarak : Khalil Khorshid (2017)

### Championnats nationaux
- Championnats d'Iran sur route : 1
  - Course en ligne : 2016 (Mahdi Sohrabi)

## Classements UCI
L'équipe participe aux circuits continentaux et principalement à des épreuves de l'UCI Asia Tour.
UCI Asia Tour
| Saison | Classement par équipes | Meilleur coureur au classement individuel |
| ------ | ---------------------- | ----------------------------------------- |
| 2014   | 33e                    | Hossein Alizadeh (115e)                   |
| 2015   | 38e                    | Saeid Safarzadeh (89e)                    |
| 2016   | 2e                     | Samad Poor Seiedi (10e)                   |
| 2017   | 6e                     | Ilya Davidenok (21e)                      |

## Tabriz Shahrdari en 2017[5]

### Effectif
| Cycliste                  | Date de naissance | Nationalité | Équipe 2016               |  |
| ------------------------- | ----------------- | ----------- | ------------------------- |  |
| Jafar Alizadeh            | 12 mai 1998       | Iran        |                           |  |
| Esmail Chaichi            | 27 octobre 1994   | Iran        |                           |  |
| Ilya Davidenok            | 19 avril 1992     | Kazakhstan  | suspension                |  |
| Vahid Ghaffari            | 7 octobre 1981    | Iran        | suspension                |  |
| Behnam Khalilikhosroshahi | 7 février 1989    | Iran        | Tabriz Shahrdari          |  |
| Khalil Khorshid           | 10 juin 1988      | Iran        | RTS-Monton                |  |
| Morteza Lotfi             | 6 mai 1996        | Iran        | Tabriz Shahrdari          |  |
| Ghader Mizbani            | 6 décembre 1975   | Iran        | Tabriz Shahrdari          |  |
| Bahram Najafi             | 9 juin 1997       | Iran        | Tabriz Shahrdari          |  |
| Samad Poor Seiedi         | 15 octobre 1985   | Iran        | Tabriz Petrochemical      |  |
| Hamid Pourhashemi         | 6 mars 1990       | Iran        | Tabriz Shahrdari          |  |
| Mohammed Gharehbaghi      | 29 juillet 1988   | Iran        | Hy Sport-Look Continental |  |
| Saeid Safarzadeh          | 21 septembre 1985 | Iran        | Tabriz Shahrdari          |  |

### Victoires
| Date       | Course                                | Pays      | Classe | Vainqueur        |
| ---------- | ------------------------------------- | --------- | ------ | ---------------- |
| 10/10/2017 | 3e étape du Tour d'Iran - Azerbaïdjan | Iran      | 2.1    | Saeid Safarzadeh |
| 25/11/2017 | 8e étape du Tour de Singkarak         | Indonésie | 2.2    | Khalil Khorshid  |